# CROSS ROAD (Mr.Children單曲)
《CROSS ROAD》，是日本樂團Mr.Children的第4張單曲。1993年11月10日發行。

## 簡介
作為1993年的以同性戀為題材的話題電視劇《同窗會》的主題曲，《CROSS ROAD》使Mr.Children真正地開始受到廣泛的關注。單曲發行後，初登場第9位，已經是Mr.Children當時最好的成績了。1993年年底至1994年年初，Mr.Children上《MUSIC STATION》、《POP JAM》等音樂節目初次演出，加上電視劇劇情的深入，使單曲的人氣持續上升。1994年1月24日付的週榜排行第6位，隨後長期在20位左右徘徊。Oricon公信榜在榜時間長達50個星期。
1994年4月，銷量突破100萬張，是Mr.Children首張銷量突破百萬的唱片，總銷量達1,255,940張。是1994年度日本單曲銷量第15位。

## 收錄曲目
1. CROSS ROAD
作詞、作曲：櫻井和壽；編曲：小林武史 & Mr.Children
日本電視台系電視劇《同窗會》主題曲
2. and I close to you
作詞：櫻井和壽；作曲：櫻井和壽 & 小林武史；編曲：小林武史 & Mr.Children
3. CROSS ROAD (Instrumental Version)
作詞、作曲：櫻井和壽；編曲：小林武史 & Mr.Children

## 外部連結
- 唱片介紹（页面存档备份，存于） Mr.Children官方網站